# Liste der Monuments historiques in Burcy (Seine-et-Marne)
Die Liste der Monuments historiques in Burcy (Seine-et-Marne) führt die Monuments historiques in der französischen Gemeinde Burcy auf.

## Liste der Bauwerke
| Bezeichnung     | Beschreibung                  | Standort          | Kennzeichnung | Schutzstatus | Datum | Bild           |
| --------------- | ----------------------------- | ----------------- | ------------- | ------------ | ----- | -------------- |
| Kirche St-Amand | Erbaut im 12./13. Jahrhundert | Grande-Rue (Lage) | PA00086840    | Inscrit      | 1985  | weitere Bilder |

## Liste der Objekte

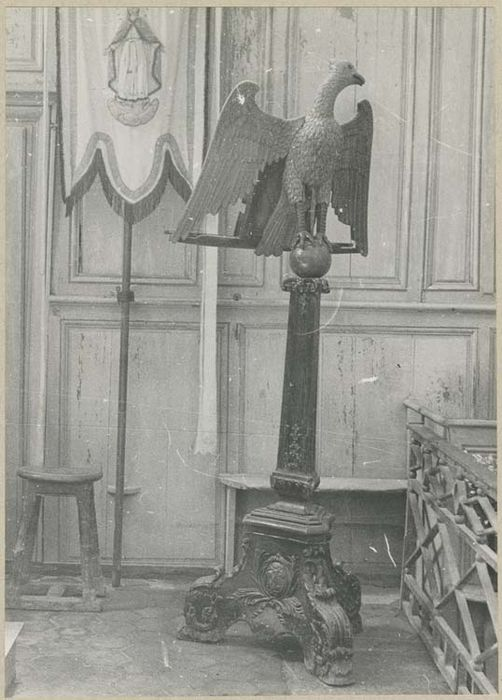
Adlerpult (18. Jahrhundert) in der Kirche St-Amand

- Monuments historiques (Objekte) in Burcy (Seine-et-Marne) in der Base Palissy des französischen Kultusministeriums